# 雄二烯酮
雄二烯酮  （英語：androstadienone）， 又稱雄甾二烯酮， 雄甾-4,16,-二烯-3-酮，是人类男性费洛蒙，这种化学物质被描述成对人类具有强烈的费洛蒙相关的作用。雄二烯酮（费洛蒙酮）是雄性荷尔蒙睾固酮的代谢物。然而，雄二烯酮并不会产生任何雄性激素或同化激素的活性作用。虽然研究报告显示雄二烯酮会明显地影响异性恋女人与同性恋男人的心情，并且很微妙地吸引别人的注意，但却不会明显地影响人类的行为。雄二烯酮（费洛蒙酮）目前被添加到香水中，据称能够增加對異性戀女性與同性戀男性的吸引力。